# Râul Vornic
Râul Vornic este un afluent al râului Bârzava. 

## Hărți
- Harta Județului Caraș-Severin